# Australisch tenniskampioenschap 1968
De 56e editie van het Australische grandslamtoernooi, het Australisch tenniskampioenschap 1968, werd gehouden van 19 tot en met 29 januari 1968. Voor de vrouwen was het de 42e editie. Het toernooi, dat het laatste grandslamtoernooi vóór het open tijdperk was, werd gespeeld op de grasbanen van de Kooyong Lawn Tennis Club te Melbourne.

## Belangrijkste uitslagen
Mannenenkelspel

Finale: Bill Bowrey (Australië) won van Juan Gisbert (Spanje) met 7-5, 2-6, 9-7, 6-4
Vrouwenenkelspel

Finale: Billie Jean King (VS) won van Margaret Court (Australië) met 6-1, 6-2
Mannendubbelspel

Finale: Dick Crealy (Australië) en Allan Stone (Australië) wonnen van Terry Addison (Australië) en Ray Keldie (Australië) met 10-8, 6-4, 6-3
Vrouwendubbelspel

Finale: Karen Krantzcke (Australië) en Kerry Melville (Australië) wonnen van Judy Tegart (Australië) en Lesley Turner (Australië) met 6-4, 3-6, 6-2
Gemengd dubbelspel

Finale: Billie Jean King (VS) en Dick Crealy (Australië) wonnen van Margaret Court (Australië) en Allan Stone (Australië) door walk-over
Meisjesenkelspel

Winnares: Lesley Hunt (Australië)
Meisjesdubbelspel

Winnaressen: Lesley Hunt (Australië) en Vicki Lancaster (Australië)
Jongensenkelspel

Winnaar: Phil Dent (Australië)
Jongensdubbelspel

Winnaars: Phil Dent (Australië) en Bill Lloyd (Australië)
1905 · 1906 · 1907 · 1908 · 1909 · 1910 · 1911 · 1912 · 1913 · 1914 · 1915 · 1916–1918 · 1919 · 1920 · 1921 · 1922 · 1923 · 1924 · 1925 · 1926 · 1927 · 1928 · 1929 · 1930 · 1931 · 1932 · 1933 · 1934 · 1935 · 1936 · 1937 · 1938 · 1939 · 1940 · 1941–1945 · 1946 · 1947 · 1948 · 1949 · 1950 · 1951 · 1952 · 1953 · 1954 · 1955 · 1956 · 1957 · 1958 · 1959 · 1960 · 1961 · 1962 · 1963 · 1964 · 1965 · 1966 · 1967 · 1968
↓ open tijdperk ↓
1969 (m-v-md-vd-gd) · 1970 (m-v-md-vd) · 1971 (m-v-md-vd) · 1972 (m-v-md-vd) · 1973 (m-v-md-vd) · 1974 (m-v-md-vd) · 1975 (m-v-md-vd) · 1976 (m-v-md-vd) · jan 1977 (m-v-md-vd) · dec 1977 (m-v-md-vd) · 1978 (m-v-md-vd) · 1979 (m-v-md-vd) · 1980 (m-v-md-vd) · 1981 (m-v-md-vd) · 1982 (m-v-md-vd) · 1983 (m-v-md-vd) · 1984 (m-v-md-vd) · 1985 (m-v-md-vd) · 1986 · 1987 (m-v-md-vd-gd) · 1988 (m-v-md-vd-gd) · 1989 (m-v-md-vd-gd) · 1990 (m-v-md-vd-gd) · 1991 (m-v-md-vd-gd) · 1992 (m-v-md-vd-gd) · 1993 (m-v-md-vd-gd) · 1994 (m-v-md-vd-gd) · 1995 (m-v-md-vd-gd) · 1996 (m-v-md-vd-gd) · 1997 (m-v-md-vd-gd) · 1998 (m-v-md-vd-gd) · 1999 (m-v-md-vd-gd) · 2000 (m-v-md-vd-gd) · 2001 (m-v-md-vd-gd) · 2002 (m-v-md-vd-gd) · 2003 (m-v-md-vd-gd) · 2004 (m-v-md-vd-gd) · 2005 (m-v-md-vd-gd) · 2006 (m-v-md-vd-gd) · 2007 (m-v-md-vd-gd) · 2008 (m-v-md-vd-gd) · 2009 (m-v-md-vd-gd) · 2010 (m-v-md-vd-gd) · 2011 (m-v-md-vd-gd) · 2012 (m-v-md-vd-gd) · 2013 (m-v-md-vd-gd) · 2014 (m-v-md-vd-gd) · 2015 (m-v-md-vd-gd) · 2016 (m-v-md-vd-gd) · 2017 (m-v-md-vd-gd) · 2018 (m-v-md-vd-gd) · 2019 (m-v-md-vd-gd)  · 2020 (m-v-md-vd-gd) · 2021 (m-v-md-vd-gd) · 2022 (m-v-md-vd-gd) · 2023 (m-v-md-vd-gd) · 2024 (m-v-md-vd-gd) · 2025 (m-v-md-vd-gd)
Lijst van Australian Openwinnaars